# Tourisme esthétique
Pour les articles homonymes, voir esthétique (homonymie).
Le tourisme esthétique constitue une branche du tourisme médical et se définit comme la démarche de voyager dans le seul but de bénéficier de soins esthétiques, regroupant les activités de médecine esthétique et de chirurgie esthétique (plastique).

## Statistiques mondiales
Bien qu’aucune statistique fiable n’existe sur le tourisme médical à proprement parler, il convient de croiser les statistiques officielles traitant du tourisme médical et de la chirurgie esthétique dans le monde.
Le tourisme médical représente aujourd’hui un marché de près de 100 milliards de dollars (soit 3 millions de patients) et celui des soins esthétiques dans le monde s’évalue à environ 5 milliards de dollars et près de 14 millions d’actes de soins esthétiques.

## Histoire et évolution
Ce phénomène touristique est intimement lié à la croissance propre de la chirurgie esthétique. D’abord critiquée, elle est devenue aujourd’hui un bien de consommation à part entière, et tend à ne plus être perçue comme un acte médical, mais au contraire un acte esthétique.
Le tourisme esthétique s’est développé selon plusieurs tendances. Les motivations principales des patients étaient liées soit au savoir faire, soit au coût. Dans certains cas la démarche peut être liée à la réglementation. Certaines chirurgies ou techniques pouvant être interdites dans certains pays, le patient se déplace alors dans le but de contourner la loi. 
En Europe le phénomène a pris de l’ampleur au début des années 2000, par l’intermédiaire d’Internet. Grâce à ce vecteur d’information et l’ouverture des frontières, la démarche du patient s’est vue énormément simplifiée. L’essentiel du marché se tourne vers des patients en provenance d’Europe occidentale, vers les pays de l’Est (Hongrie, Bulgarie, République tchèque…) et du Sud (Tunisie, Maroc, Turquie…) 
Dans le monde, les destinations de tourisme esthétique sont, pour les plus connues, le Brésil, la Corée du Sud, l’Inde... Dans le cas Coréen, les patients qui s’y rendent le font pour les compétences et les innovations dont ce pays s’est montré capable lors des dernières années. De nombreuses techniques y ont vu le jour, notamment dans les chirurgies du visage.
Le Brésil, le 2e pays après les États-Unis en nombre de chirurgiens et aussi en nombre de chirurgies pratiquées. Plus globalement, l’Amérique du Sud est réputée pour le culte de la beauté, et la pratique banalisée de la chirurgie esthétique. La sur-représentation de ces pays dans les concours internationaux de beauté et les plastiques quasi parfaites de candidates qui ne cachent pas le fait d’avoir pratiquée la chirurgie esthétique.

## Le risque sanitaire
Aucun cadre juridique n’a été mis en place malgré l’ampleur du phénomène. Aucun système d’accréditation, ou un manque d’uniformisation des procédures médicales. 
La réalisation d’actes de chirurgie esthétique nécessite un suivi post opératoire qui ne peut être réalisé à distance.
Une problématique existe sur les normes et le niveau de sécurité proposé par les fabricants de prothèses.[réf. souhaitée]